# Deijlerweg
De Deijlerweg is een van de belangrijke doorlopende wegen in de gemeente Wassenaar. De straat is vernoemd naar de buurtschap Den Deijl in de plaats. Historische bekendheid heeft de Deijlerweg omdat hier jarenlang de tram, tussen Leiden en Den Haag reed. In 1978 was de weg onderdeel van het parcours van de Tour de France.